# Hoplia graminicola
Hoplia graminicola är en skalbaggsart som beskrevs av Fabricius 1792. Enligt Catalogue of Life ingår Hoplia graminicola i släktet Hoplia och familjen Melolonthidae, men enligt Dyntaxa är tillhörigheten istället släktet Hoplia och familjen bladhorningar. Arten har ej påträffats i Sverige. Inga underarter finns listade i Catalogue of Life.

## Bildgalleri

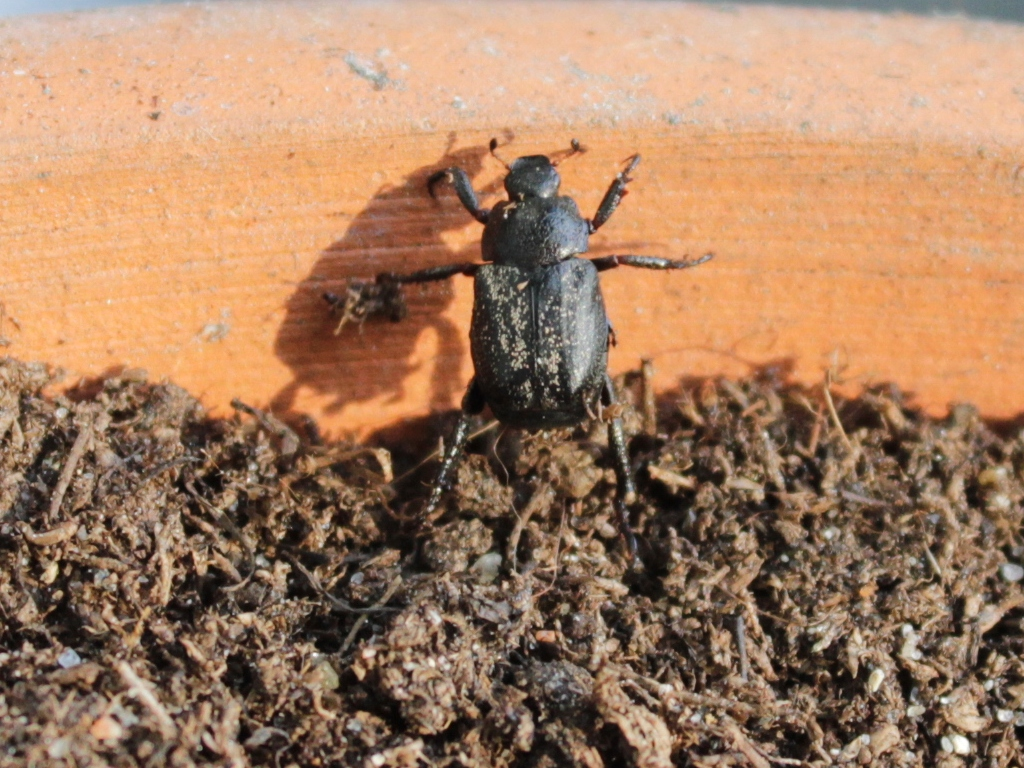
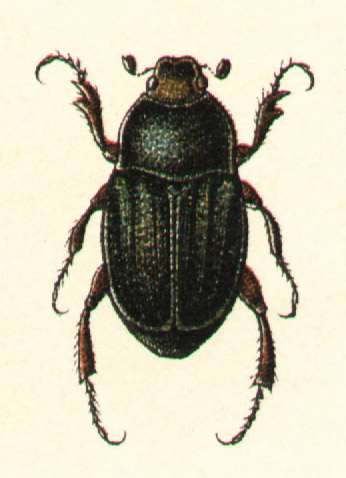
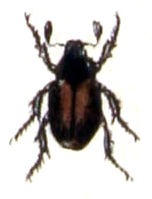